# Max Beer

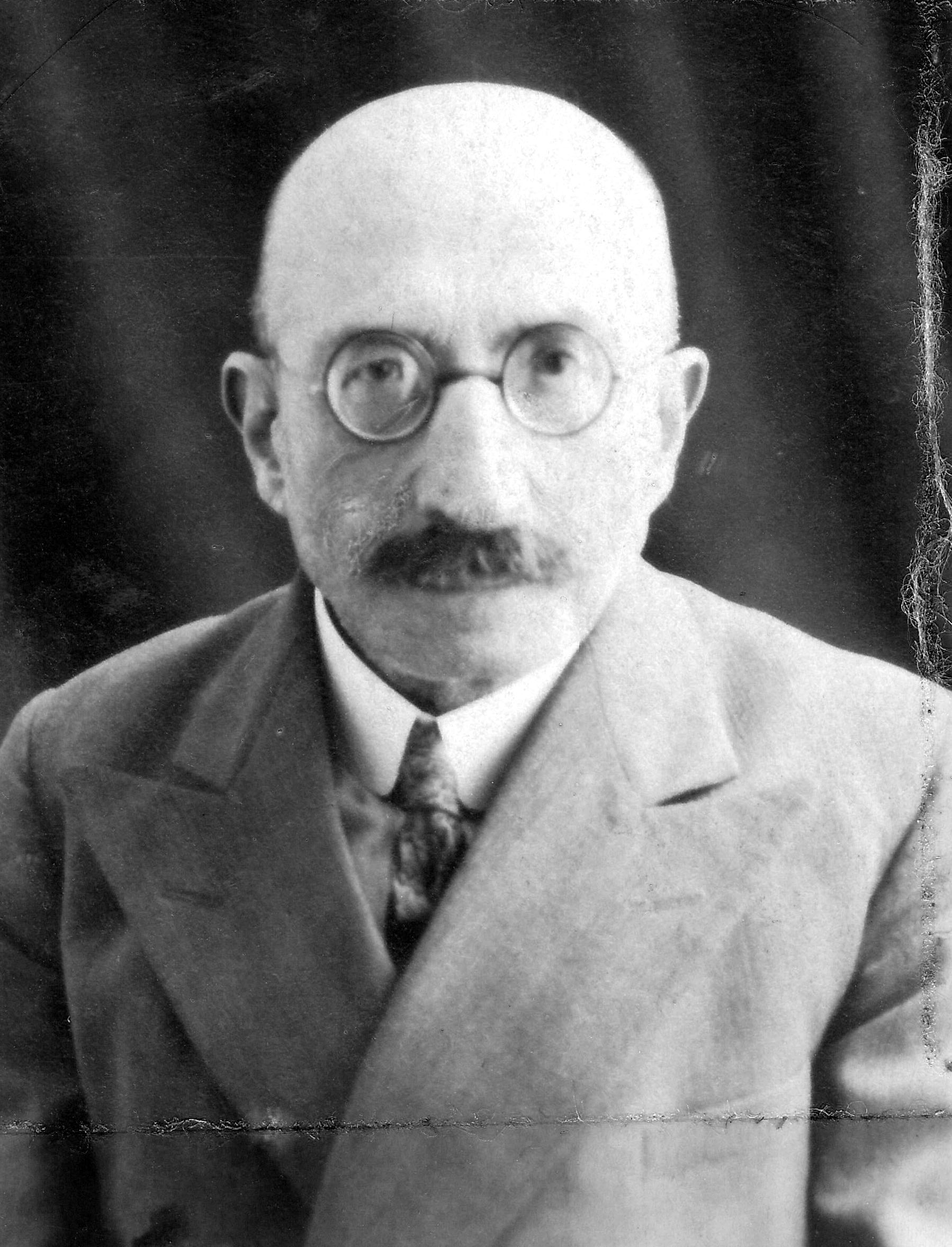
Max Beer

Max Beer (ur. 10 sierpnia 1864 w Tarnobrzegu, zm. 30 kwietnia 1943 w Londynie) – austriacko-niemiecki historyk, działacz komunistyczny.
W roku 1889 wyjechał do Niemiec, gdzie studiował ekonomię, nauki polityczne, filozofię i teorię socjalizmu. W 1892 roku został redaktorem socjalistycznego pisma: Magdeburger Volksstimme. W roku 1894 wyjechał do Wielkiej Brytanii gdzie zamieszkał. W latach 1927–1929 napisał książkę o historii ruchu socjalistycznego. Na zaproszenie Davida Ryazanova przeniósł się do Związku Radzieckiego, gdzie podjął pracę w Instytucie Marksa i Engelsa w Moskwie. W latach 1929 i 1933, Beer zamieszkał we Frankfurcie nad Menem, gdzie działał w Komunistycznej Partii Niemiec. Kiedy naziści przejęli władzę w Niemczech w 1933 roku, uciekł do Londynu gdzie zmarł.